# الساكن (الطفة)

تعديل مصدري - تعديل

الساكن هي إحدى قرى عزلة ال هياش بمديرية الطفة التابعة لمحافظة البيضاء، بلغ تعداد سكانها 200 نسمة حسب تعداد اليمن لعام 2004.